# Ministerio de la Mujer (Paraguay)
El Ministerio de la Mujer es un organismo del Estado paraguayo, dependiente del poder ejecutivo de la nación. Tiene por objeto la elaboración, articulación y ejecución de políticas públicas relacionadas al ámbito de la mujer. Actualmente la ministra es Cynthia Figueredo, quien fue designada por el presidente de Paraguay Santiago Peña.